# Wincenty Cabanes Badenas
Wincenty Cabanes Badenas (ur. 25 lutego 1908 w Torrent, zm. 30 września 1936 w Basurto) – hiszpański amigonianin, męczennik chrześcijański i błogosławiony Kościoła katolickiego.

## Życiorys
Po wstąpieniu do amigonianów, w wieku 24 lat przyjął święcenia kapłańskie. Studiował na Uniwersytecie w Walencji oraz w Instytucie Studiów Karnych. Aresztowany w czasie wojny domowej w Hiszpanii, a potem pobity przez milicjantów. Zmarł w szpitalu na skutek odniesionych obrażeń. Przez śmiercią przebaczył mordercom.

## Kult
Beatyfikowany został w grupie 233 męczenników przez papieża Jana Pawła II 11 marca 2001 roku.